# Target Earth (film)
Target Earth este un film SF american din 1954 regizat de Sherman A. Rose. În rolurile principale joacă actorii Richard Denning, Kathleen Crowley, Virginia Grey.

## Prezentare
Un mare oraș trebuie complet evacuat deoarece va fi atacat de o armată de roboți despre care se crede că vin de pe planeta Venus. În oraș rămân, lăsați în urmă, Nora King și Frank Brooks, doi străini care se întâlnesc pe străzile pustii. Ei se întâlnesc în timp ce un cuplu sărbătorește la o cafenea, Vicki Harris și Jim Wilson. Cei patru scapă de un robot care patrulează și se refugiază într-un hotel mare. Acolo, ei se confruntă cu un nou pericol, Davis, care este un ucigaș psihopat. Pentru David nu contează că au venit roboții de pe Venus, el trebuie să-și practice meseria.

## Actori
- Kathleen Crowley este Nora King
- Richard Denning este Frank Brooks
- Whit Bissell este Tom, șeful cercetătorilor
- Arthur Space este Lt. General Wood
- Steve Pendleton este un colonel
- Mort Marshall este Charles Otis